# Tegnap, ma, holnap
A Tegnap, ma, holnap (eredeti cím: Ieri, oggi, domani) 1963-ban bemutatott olasz/francia film Vittorio De Sica rendezésében. A főszerepben Sophia Loren és Marcello Mastroianni látható.

## Cselekmény
A film három részből áll.
1, Adelina és Carmine egy pár, szerelemből házasodtak össze. De nincs sok pénzük, Nápolyban laknak a nyomornegyedben. Egy nap egy autó érkezik a házukhoz, kiszáll belőle egy férfi, aki elmondja, hogy sok pénzzel tartóznak az államnak, azért jött, hogy ennek fejében lefoglalja a házban található bútorokat. De Carmine a többi lakónál elrejtette a holmikat, ezért nem tudnak mit elvinni. Viszont kiderül, hogy emiatt börtönbüntetés vár Adelinára, mert régebben őrá szabták ki a pénzbírságot. Szerencséjére kiderül, hogy terhes nőt nem csukhatnak le, szabad emberként élheti tovább az életét. De hamarosan eljön az az idő, amikor újra a bezárás szele fenyegeti őt, ezért újra teherbe esik. Ez így megy évekig, aztán Carmine belefárad az egészbe, Adelina pedig börtönbe kerül. De az emberek pénzt kezdenek gyűjteni neki, a férje pedig kérvényt ad be, hogy szabadon engedjék. Rövidesen Adelina szabad emberré válik, Carmine és a gyerekek egy sofőrrel és egy kocsival várják őt a börtön előtt, a hazafelé vezető utón pedig mindenki éljenzi Adelinát.
2, Anna egy gazdag nő, aki a legújabb Rolls-Royce-al jár. A férje most elutazott a városból üzleti útra. Anna felhívja Renzo-t, találkoznak. Anna kocsijával mennek, Anna és Renzo viszonyt folytat egymással. Anna elmeséli a férfinak, hogy mennyire magányosnak érzi magát, de Renzo-nak hála, most újra vér folyik az ereiben. Renzo viszont arról panaszkodik, hogy milyen keveset keres, a kocsija is rosszabb. A nőt mindez nem érdekli, ő csak élvezni akarja a férfival töltött perceket. Aztán Anna átadja Renzo-nak a kormányt, de nem sokkal később a férfi nekimegy egy traktornak, a kocsi eleje összetörik. A nő nem érti az egészet, arra a következtetésre jut, hogy mindez azért történt, mert Renzo szerencsétlen. Anna nagyon meglepődik, hogy Renzo nem ismeri az ilyen esetekben használt szerszámokat. Aztán megáll egy kocsi, segít Annának, ezután Anna elhajt vele, Renzo-t pedig otthagyja, hogy vigyázzon az összetört autóra.
3, Mara Rómában él, prostituált, de azt hazudja, hogy manikűrös. Egy visszatérő kuncsaft érkezik hozzá, Augusto, aki mindent megadna egy menetért a nővel, megígéri, hogy nemsokára visszajön. Mara a szomszédban lakó fiatal pappal társalog, a pap bálványozza a csodaszép Marát, de a pap nagyanyja eltiltja őt a nőtől, mert szerinte Mara maga a sátán, romlott, minden nap más férfival látja őt. Mara nagyon megsértődik a nagymama szavain, úgy érzi, hogy még sosem bántotta meg őt így senki, visszaakar vágni. Ekkor megérkezik Augusto, aki már nagyon kanos, de Mara ilyen állapotban nem kapható a szexre, ezért a férfi kijelenti, hogy vele ezt nem lehet csinálni, becsapja az ajtót és elmegy. Másnap viszont visszamegy, de a nagymama megzavarja őt. Kiderül, hogy a pap többé már nem akar pap lenni, emiatt a nagymama nagyon szomorú, arra kéri Marát, hogy vallja be az unokájának, hogy valójában milyen nő, és így nem fogja tovább bálványozni. Augusto megint semmi nélkül távozik, Mara pedig lekoptatja a papot, aki így visszatalál az eredeti útra. Augusto ismét megjelenik, Mara szépen lassan vetkőzni kezd, aztán eszébe jut, hogy megfogadta, hogy ha sikeresen segít a papnak, akkor egy hétig nem fog férfival lenni.

## Szereposztás
| Szerep                                     | Színész              | Magyar hangja (1. szinkron, 1979) | Magyar hangja (2. szinkron) |
| ------------------------------------------ | -------------------- | --------------------------------- | --------------------------- |
| Adelina Sbaratti / Anna Molteni / Mara     | Sophia Loren         | Szegedi Erika                     | Kiss Mari                   |
| Carmine Sbaratti / Renzo / Augusto Rusconi | Marcello Mastroianni | Tordy Géza                        | Mihályi Győző               |
| Pasquale Nardella                          | Aldo Giuffrè         | N/A                               | N/A                         |
| Giorgio Ferrario                           | Armando Trovajoli    | N/A                               | N/A                         |
| Domenico Verace                            | Agostino Salvietti   | N/A                               | N/A                         |
| Amedeo Scapece                             | Lino Mattera         | N/A                               | N/A                         |
| Bianchina Verace                           | Tecla Scarano        | N/A                               | N/A                         |
| Elvira Nardella                            | Silvia Monelli       | N/A                               | N/A                         |
| A sarlatán                                 | Carlo Croccolo       | N/A                               | N/A                         |
| Giovanna nagymama                          | Tina Pica            | N/A                               | N/A                         |
| Umberto                                    | Gianni Ridolfi       | N/A                               | N/A                         |
| Nagypapa                                   | Gennaro Di Gregorio  | N/A                               | N/A                         |

- További magyar hangok (2. szinkron): Dobránszky Zoltán, Kristóf Tibor, Kun Vilmos, Némedi Mari, Somogyvári Pál, Várkonyi András, Velenczey István.